# 茂木弘道
茂木 弘道（もてき ひろみち、1941年 - ）は、日本の実業家。

## 略歴
東京都生まれ。東京大学経済学部卒業後、富士電機、国際羊毛事務局（ウールマーク管理者）勤務を経て1990年に株式会社世界出版を設立、現在同社代表取締役。
日本の漫画を英訳した雑誌をアメリカで発刊する等、翻訳事業にも携わる。また、ゆとり教育や小学生への英語教育について文科省に対し異議を唱えている。
「史実を世界に発信する会」、「放射線の正しい知識を普及する会」の委員兼事務局長。
2007年7月13日に米大使館に手渡された日本文化チャンネル桜主導の慰安婦問題に関する米下院決議案の全面撤回を求める要望書にも賛同者として名を連ねた。
2021年6月から、新しい歴史教科書をつくる会で理事を務めている。

## 著作
- 『「小学校から英語」という愚行 : それに輪をかけた英語公用化論』（國民會館、2000年）
- 『小学校に英語は必要ない。』 （講談社、2001年） ISBN 4062106779
- 「英語公用語化にプラスはあるのか」（中央公論新社刊『論争・英語が公用語になる日』収録, 2002年） ISBN 4-12-150032-6
- 『ゆとり教育の落とし穴』（國民會館, 2002年）
- 『文科省が英語を壊す』（中央公論新社, 2004年） ISBN 4121501489
- 『南京「虐殺」研究の最前線. 平成16年版（日本「南京」学会年報）』（東中野修道編著, 展転社, 2004年） ISBN 4886562582
- 『小学校での英語教育は必要ない!』（大津由紀雄編著, 慶應義塾大学出版会, 2005年） ISBN 4766411714
- 『南京「事件」研究の最前線. 平成20年版「最終完結版」（日本「南京」学会年報）』（東中野修道編著, 展転社, 2008年） ISBN 978-4886563217

## 翻訳
- トーマス・ラッキー 著、茂木弘道 訳『放射能を怖がるな!』日新報道、2011年。ISBN 978-4817407283。